# کوارتت زهی شماره ۱۳ (بتهوون)
کوارتت زهی شماره ۱۳ (انگلیسی: String Quartet No. 13)، در سی بمل ماژور، اپوس ۱۳۰، ساختهٔ لودویگ فان بتهوون است که نسخهٔ نهایی آن در سال ۱۸۲۶ تکمیل شد. شماره‌ای که به‌طور سنتی به آثار آهنگساز اختصاص داده می‌شود، بر اساس ترتیب انتشار آن است و در واقع این اثر چهاردهمین کوارتت زهی بتهوون، به ترتیب آهنگسازی است. این اثر نخستین بار (به شکل اصلی خود) در مارس ۱۸۲۶ توسط «کوارتت شوپانزیگ» به اجرا درآمد و انتشار آن در سال ۱۸۲۷ بود که به نیکلای گالیتزین (شاهزاده روسی، ۱۸۶۶–۱۷۹۴) تقدیم شد.

## موومان‌ها
بتهوون در ابتدا این اثر را در شش موومان، به مدت ۴۲ تا ۵۰ دقیقه، به شرح زیر نوشت:
1. آداجیو – آلگرو، در سی بمل ماژور
2. پرستو، در سی بمل مینور
3. آندانته، در بمل ماژور
4. آلگرو آسای، در سل ماژور
5. آداجیو، در می بمل ماژور
6. آلگرو (فوگ بزرگ)، در سی بمل ماژور

تعداد شش موومان در این اثر و در بین کوارتت‌ها، غیرعادی است. آنها از الگوی موومان‌هایی پیروی می‌کنند که در سمفونی نهم و گهگاه در بعضی دیگر از آثار بتهوون (افتتاحیه، موومان رقص، موومان آهسته، فینال) دیده می‌شود، با این تفاوت که قسمت میانی این چرخه تکرار می‌شود: افتتاحیه، موومان رقص، موومان آهسته، موومان رقص، موومان آهسته، فینال.

### فینال جدید
واکنش منفی به موومان ششم این کوارتت در اولین اجرا و اصرار ناشر، بتهوون را بر آن داشت تا جایگزینی دیگر برای موومان پایانی بنویسد، متنی بسیار کوتاه‌تر و سبک‌تر از فوگ بزرگ که جایگزین شد. این پایان جدید در پاییز ۱۸۲۶، در حین وخامت شدید بیماری بتهوون نوشته شد، و آخرین قطعهٔ کامل موسیقی است که وی قبل از مرگش در مارس ۱۸۲۷ ساخت.
بتهوون هرگز نتوانست شاهد اجرای نسخهٔ نهایی این کوارتت باشد. اولین اجرای آن در ۲۲ آوریل ۱۸۲۷، تقریباً یک ماه پس از مرگ او انجام شد.
با آنکه موومان ششم و اولیۀ کوارتت (فوگ بزرگ) به‌طور جداگانه تحت اپوس ۱۳۳، منتشر شد اما در اجراهای مدرن گاهی از تفکر اصلی آهنگساز پیروی می‌کنند و «فینال جایگزین» را کنار گذاشته و با فوگ به پایان می‌برند. رابرت سیمپسون (آهنگساز انگلیسی، ۱۹۷۷–۱۹۲۱) اظهار می‌دارد اجرای «فوگ بزرگ» پس از فینالِ جایگزین، مقصود بتهوون را از این اثر به‌عنوان یک کوارتت هفت موومانی، به بهترین شکل به سرانجام می‌رساند.

## نقدها
موومان پنجم که با نام «کاواتینا» شناخته شده‌است، به‌طور کلی اوجِ «کوارتت زهی شماره ۱۳» در نظر گرفته می‌شود. به گفته مایکل اشتاینبرگ (منتقد موسیقی) این موومان «یکی از درونی‌ترین و شگفت‌انگیزترین موومان‌های آهستهٔ بتهوون است» مشخص است که بتهوون «این کاواتینا را واقعاً با اشک مالیخولیایی تصنیف کرده‌است» و اینکه «هیچ زمانی موسیقی او چنین تأثیری بر خودش نگذاشته‌است». برخی از مفسران نیز طراوت، ظرافت و احساس، در «موومان سوم» را بسیار زیاد ارزیابی کرده‌اند. همچنین موومان سوم از موومان‌های مورد علاقهٔ تئودور هلم (منتقد موسیقی اتریشی، ۱۹۲۰–۱۸۴۳) بود، و دانیل گرگوری میسون (منتقد و آهنگساز آمریکایی، ۱۹۵۳–۱۸۷۳) چهار میزان از موومان سوم را سرلوحهٔ مطالعات خود در مورد کوارتت‌های بتهوون قرار داد.

## در رسانه‌ها
آخرین قطعه از صفحه طلایی وویجر حاوی یک نسخهٔ ضبطِ فونوگرافی از موومان پنجم یا «کاواتینا» (اجرا شده توسط کوارتت زهی بوداپست) که همراه با نمونه‌های گسترده‌ای از تصاویر، صداهای رایج، زبان‌ها و موسیقی زمین بود، در سال ۱۹۷۷ با دو کاوشگر بدون سرنشینِ وویجر، به فضا فرستاده شد. وویجر ۱ در سال ۲۰۱۲ و وویجر ۲ در سال ۲۰۱۸، وارد فضای بین‌ستاره‌ای شدند.

## یادداشت
1. ↑  Schuppanzigh Quartet
2. ↑  Nikolai Galitzin
3. ↑  Robert Simpson
4. ↑  Cavatina
5. ↑  آریای کوچک که شامل یک بخش است.[۵]
6. ↑  Theodor Helm
7. ↑  Daniel Gregory Mason

## یادکرد
1. ↑  "beethtranscending". ludwig0van0beethoven.tripod.com.
2. ↑  Marliave, Joseph de (1961). Beethoven's quartets. Jean Escarra, Hilda Andrews. New York: Dover Publications. ISBN 0-486-20694-7. OCLC 337453.
3. ↑  Kahn, Robert (2010). Beethoven and the Grosse Fuge: Music, Meaning, and Beethoven's Most Difficult Work. Scarecrow Press. p. 3-6. ISBN 978-1-4616-6405-5. Retrieved 16 September 2017.
4. ↑  "Programme notes on the Beethoven string quartets – The Robert Simpson Society".
5. ↑  وجدانی، فرهنگ تفسیری موسیقی، ۱۰۱.
6. ↑  Michael Steinberg, in The Beethoven Quartet Companion, ed. Robert Winter and Robert Martin (University of California Press, 1994) p. 227-244
7. ↑  Violinist Holz, qoted in Jean and Brigitte Massin, Ludwig van Beethoven, Fayard, 1967, p. 718.
8. ↑  "what this andante loses in solemnity, it does more than recover in freshness and grace, and it yields to no music from the last period for sensibility."(Joseph Kerman, Les quatuors de Beethoven, French translation, Paris, Seuil, 1988, p. 380.
9. ↑  Theodor Helm, Beethovens Streichquarette, Leipzig, 1921, quoted by Joseph Kerman, Les quatuors de Beethoven, French translation, Paris, Seuil, 1988, p. 380 and 461.
10. ↑  Daniel Gregory Mason, The Quartets of Beethoven, New York, 1947, quoted by Joseph Kerman, Les quatuors de Beethoven, French translation, Paris, Seuil, 1988, pp. 380-381 and 461.
11. ↑  "Voyager – Music on the Golden Record". voyager.jpl.nasa.gov.